# Zaprora silenus
Zaprora silenus Jordan, 1896 è un pesce d'acqua salata, unico rappresentante della famiglia Zaproridae.

## Descrizione
Questo pesce colpisce per il corpo tozzo, sigariforme ma che si assottiglia verso la coda, con una grossa testa tonda, due grandi pinne pettorali tondeggianti e le pinne dorsale e anale allungate 
 La livrea è blu-grigiastra, con marezzature grigio-azzurre. 

Raggiunge una lunghezza massima di 90 cm per 7 kg di peso. Raggiunge i 9 anni di età.

## Biologia

### Riproduzione
Gli avannotti, fino a 8 cm trovano rifugio nell'ombrello delle meduse, come ad esempio la Medusa criniera di leone.

### Alimentazione
Si nutre di piccoli pesci, larve, crostacei e piccoli invertebrati.

### Predatori
È preda abituale di razze (Bathyraja maculata) e di Pleuronectidae (Hippoglossus stenolepis).

## Distribuzione e habitat
Questa specie è diffusa nel Pacifico settentrionale, in Asia (dall'isola di Hokkaidō, alla penisola di Kamčatka fino allo Stretto di Bering) e in Nord America (Alaska, Canada e Stati Uniti, fino alla California. Abitano le acque comprese tra 0 e 600 metri i profondità. Prediligono fondali sassosi.

## Pesca
Z. silenus è pescata per l'alimentazione umana.